# Saint-Léon (Lot i Garonna)
Saint-Léon – miejscowość i gmina we Francji, w regionie Nowa Akwitania, w departamencie Lot i Garonna.
Według danych na rok 1990 gminę zamieszkiwało 225 osób, a gęstość zaludnienia wynosiła 23 osób/km² (wśród 2290 gmin Akwitanii Saint-Léon plasuje się na 952. miejscu pod względem liczby ludności, natomiast pod względem powierzchni na miejscu 1076.).